# الجولة الأخيرة (فلم)
الجولة الأخيرة فيلم مصري تم إنتاجه عام 1947، من تأليف وإخراج عبد الفتاح حسن و بطولة عقيلة راتب وعرفة السيد.

## فريق العمل
إخراج وتأليف: عبد الفتاح حسن
طاقم العمل:
- عقيلة راتب
- محمود المليجي
- محمود السباع
- لولا صدقي

## روابط خارجية
- الجولة الأخيرة على موقع IMDb (الإنجليزية)
- الجولة الأخيرة على موقع الدهليز
- الجولة الأخيرة على موقع قاعدة بيانات الأفلام العربية